# 平橋 (南砺市)
平橋（たいらはし）は、富山県南砺市下梨 - 大島の庄川に架かる国道156号の橋長163 m（メートル）のトラス橋。

## 概要
- 形式 - 鋼単純鈑桁橋 + 鋼単純上路平行弦ワーレントラス橋2連 + 鋼単純鈑桁橋
- 橋格 - 1等橋 (TL-20)
- 橋長 - 163.000 m
  - 支間割 - 18.000 m + 2×63.350 m + 18.000 m
- 幅員
  - 総幅員 - 6.000 m
  - 有効幅員 - 5.500 m
  - 車道 - 5.500 m
- 総鋼重 - 252.35 t
- 橋台 - 重力式コンクリート橋台・扶壁式コンクリート橋台
- 床版 - 鉄筋コンクリート
- 施工 - 川田工業（上下部工）
- 架設工法 - 手延べ送出し工法

## 歴史
かつて東礪波郡平村下梨で庄川を渡河する際は、籠の渡しを使用していたが、1875年（明治8年）に鎖の橋が架橋された。しかし、暴風のため2度も破損流失したため、1878年（明治11年）には橋板を撤去するなどの工夫を凝らした橋が架橋された。1910年（明治43年）頃に鉄線の橋に架け替えられたが、腐蝕しやすいため、度々架け替え工事を必要としていた。
その後、祖山ダム整備による水没のために電源開発により昭和初期に架け替えられた。この旧橋は当時の市町村道としては近代的な吊橋が採用された。
1953年（昭和28年）に二級国道156号岐阜高岡線となり順次改良が進められていたが、本橋は幅員狭小で前後の屈曲、急勾配のため大型車の交通に支障があった。このため、1957年（昭和32年度）7月15日に国庫負担橋梁整備事業として3か年計画により富山県に架替が事業化され、同年7月25日に修祓式、起工式が行われた。橋梁形式は地形などを考慮して鋼トラス橋と鋼鈑桁橋の組み合わせとして、現場接手部を除き溶接とした。新橋は総工費9586万3千円を費やして1960年（昭和35年）5月30日に修祓式を行い、6月30日に開通した。